# Santa Maria della Catena (Palermo)

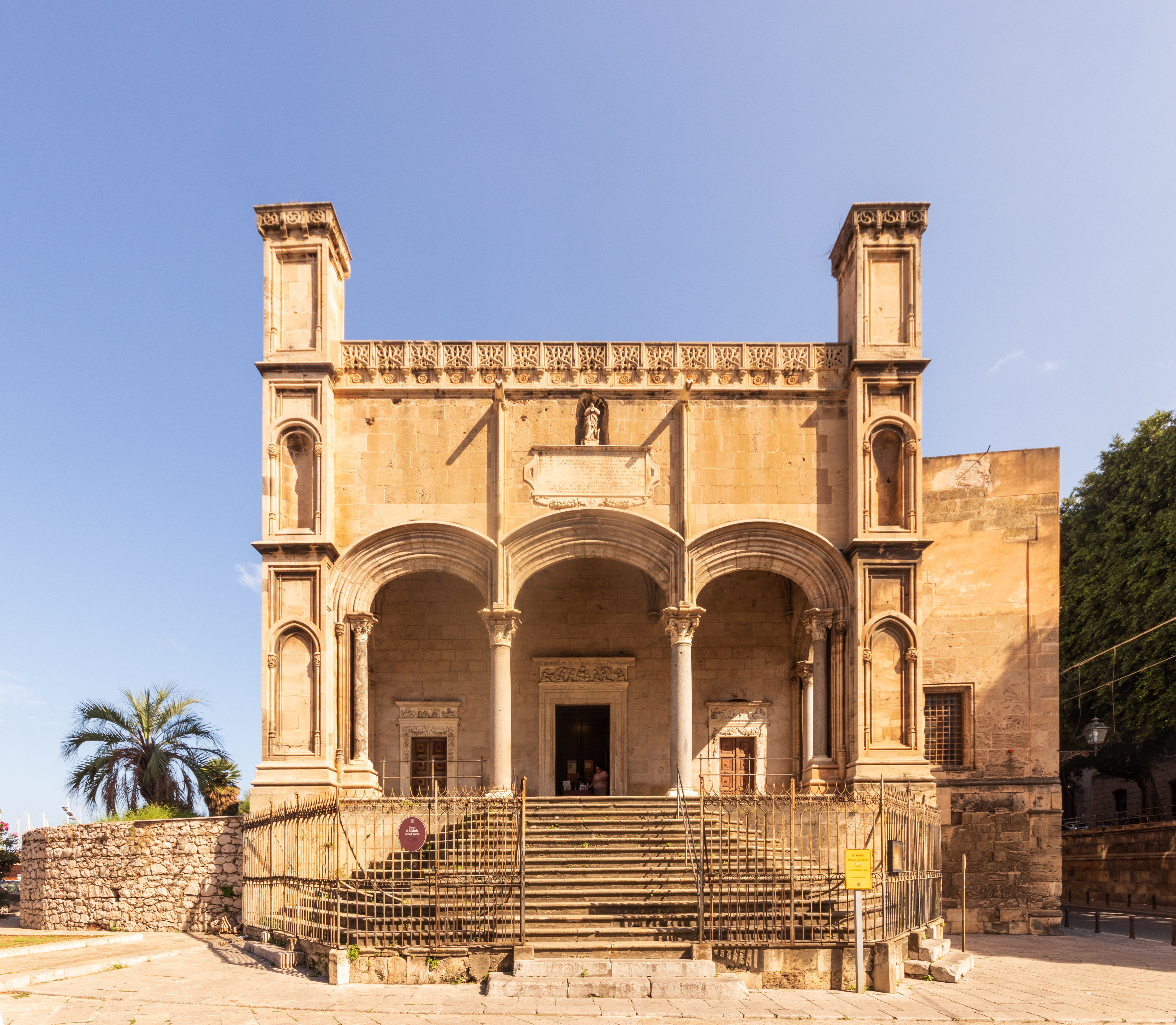
Portikus

Santa Maria della Catena ist ein Kirchengebäude in Palermo. Es liegt an der Via della Cala südlich des Hafenbeckens.
Das Bauwerk entstand zwischen 1500 und 1540 und ist ein Beispiel für den Baustil der katalanischen Spätgotik. Eine Vorhalle mit drei Arkaden führt in einen dreischiffigen Innenraum mit hohen Säulen, der im 18. Jahrhundert im Stil des Barock umgestaltet wurde. Diese Stuckarbeiten wurden inzwischen jedoch entfernt, um den ursprünglichen Zustand des Bauwerks wieder zur Geltung zu bringen. Neben der Kirche errichteten die Theatiner zu Beginn des 17. Jahrhunderts ihren Konvent, in dem seit 1826 das Staatsarchiv Palermo seinen Hauptsitz hat.
Der Name Santa Maria della Catena (Heilige Maria der Kette) geht darauf zurück, dass der Hafen früher jeden Abend von der Kirche aus mit einer Kette abgesperrt wurde. Heute finden in der Kirche häufig Konzerte statt.